# Gérard de Battista
Gérard de Battista (1946, França) é um diretor de fotografia francês.